# كاردينال
الكردينال أو الكاردينال (ج. كرادلة) هو مركز رسمي لأسقف مسؤول في الكنيسة الكاثوليكية، وهو عضو مجمع الكرادلة وفي الكوريا الرومانية، ويعتبر «أمير» في الكنيسة. ويتم تعيين الكرادلة من قِبل البابا. يتولى الكرادلة مهمة انتخاب البابا القادم في حال وفاة البابا لكن يستثنى من هذا الانتخاب الكرادلة الذين يبلغون من العمر ثمانين عاماً أو أكثر. الكاردينال هو رجل دين مهمته انتخاب البابا أو أن ينتخب بابا. عدد الكرادلة الذين ينتخبون البابا 120 أما عدد الكرادلة الحاليين 210.

## معرض صور

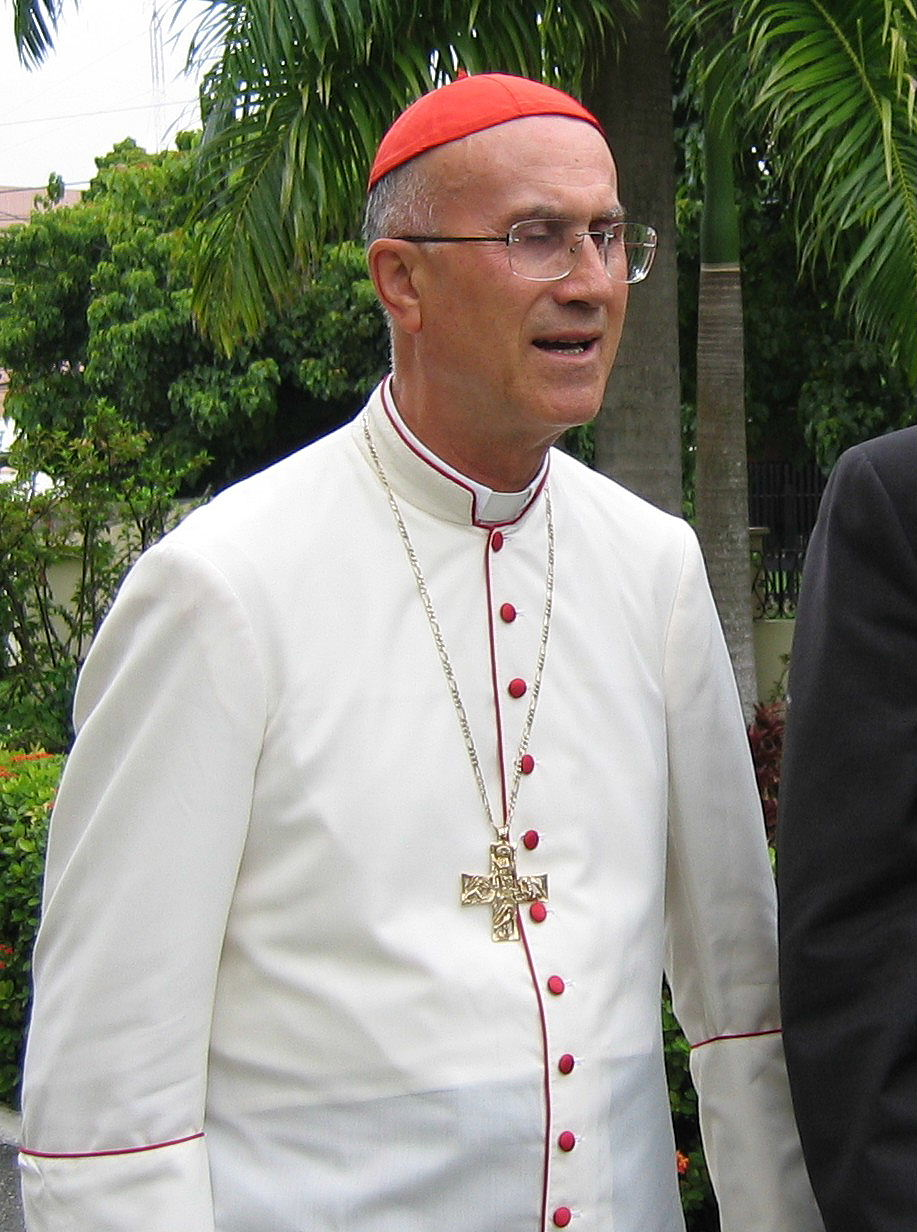
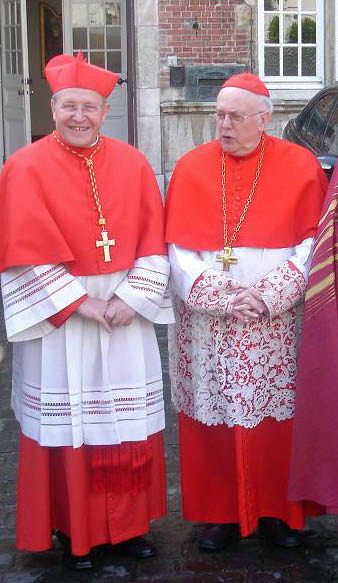
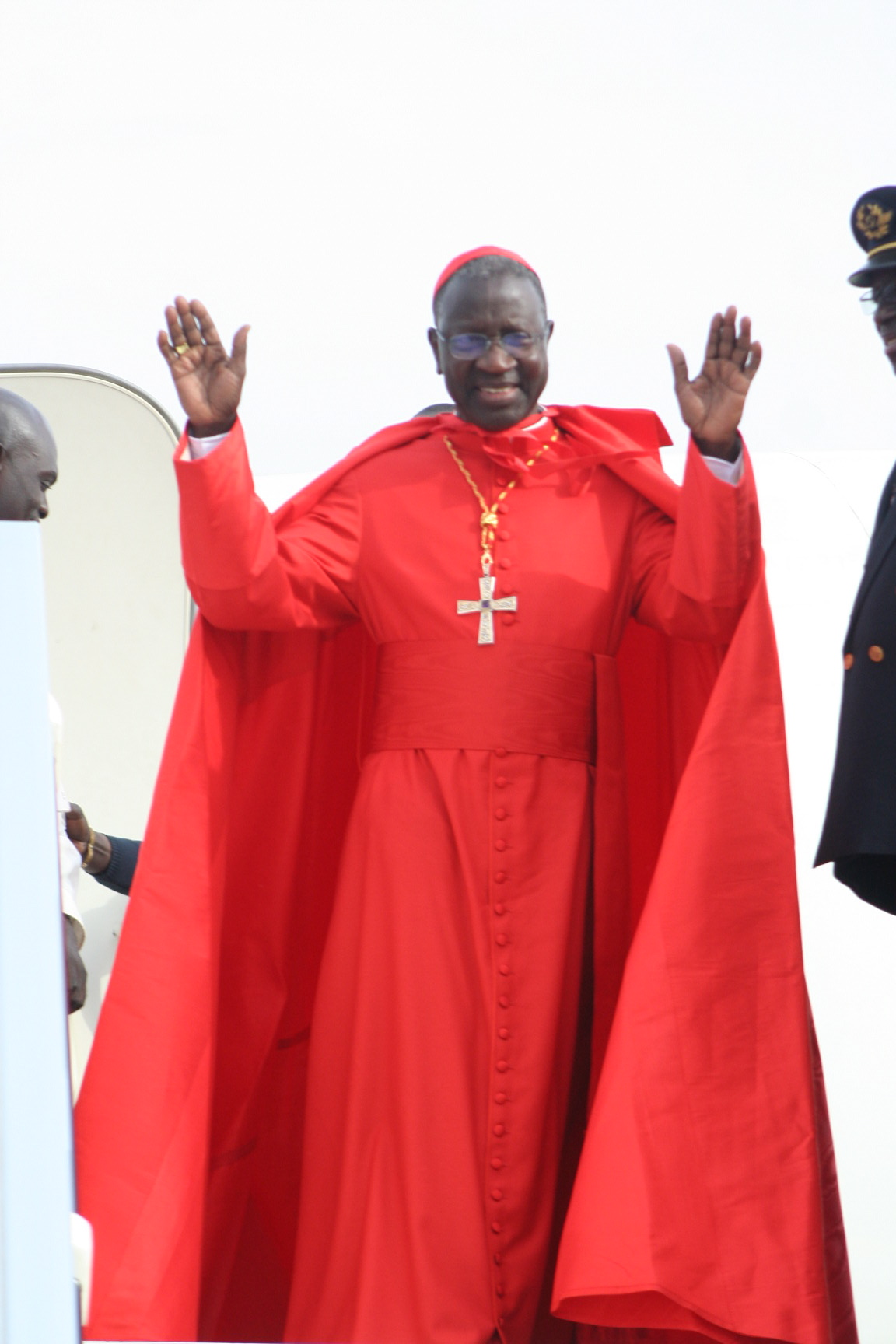